# SMS Sankt Georg
Le SMS Sankt Georg était un croiseur cuirassé de la Marine austro-hongroise. Celui-ci fut construit sur le chantier naval de  l'arsenal de Pula avant la Première Guerre mondiale.

## Conception
Conformément à la pratique du moment, le navire est armé avec un grand nombre d'armes différentes.

## Histoire
En 1905, avec le croiseur léger SMS Szigetvár il part en mission au Moyen-Orient jusqu'en 1906.

En 1907, le SMS Sankt Georg, avec le croiseur SMS Aspern, fut le dernier navire de guerre de l'Autriche-Hongrie à venir en visite aux États-Unis.
En 1913, il effectue des patrouilles côtières sur le Monténégro pendant la guerre des Balkans.
En août 1914 il rejoint l'escadre allemande de Méditerranée à Pola et patrouille avec le SMS Goeben et le SMS Breslau. En 1915 il intervient sur la côte italienne en bombardant Rimini, puis en 1916 sur Ortona.
En 1918, l'équipage du Sankt Georg participe à la mutinerie de Kotor. Il est placé ensuite comme navire-caserne à Tivat jusqu'à la fin de la guerre.
En 1920, il est remis aux Alliés et est vendu à un chantier naval de Trieste pour démolition.

## Commémoration
Le Sankt Georg a été choisi comme motif principal d'une pièce autrichienne de collection très récente, frappée le 14 septembre 2005. Elle représente le croiseur cuirassé à voile dans le port de New York le 17 mai 1907, passant devant la statue de la Liberté.